# Dva měsíce

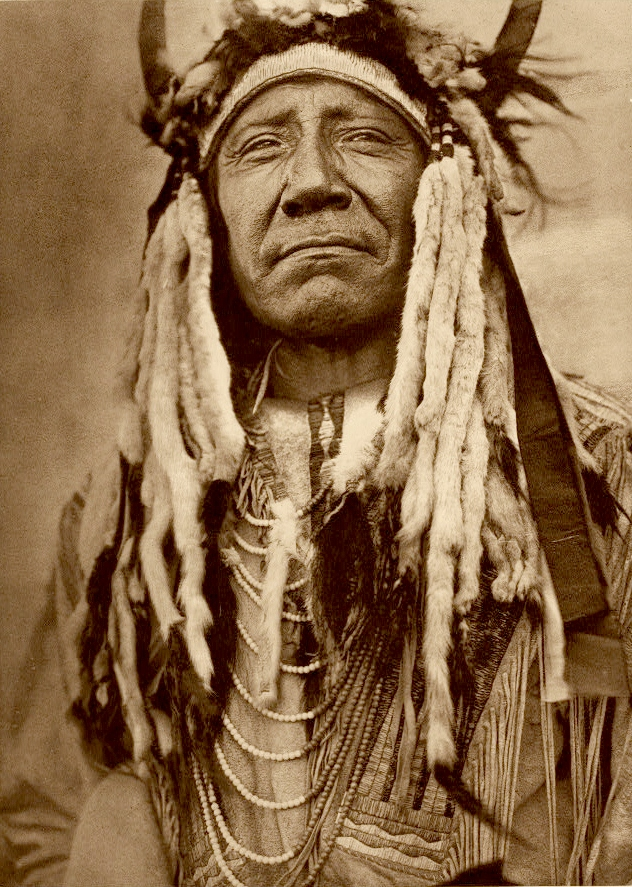
Dva měsíce v roce 1910

Dva měsíce (šajensky Éše'he Ôhnéšesêstse, 1847–1917) byl náčelník Šajenů a jeden z nejschopnějších indiánských válečníků 19. století, který hrál stěžejní roli v siouxských válkách.
Pod jeho vedením šajenští bojovníci porazili Armádu Spojených států v bitvách na řece Powder a u Rosebudu, a brali významný podíl i na největším indiánském vítězství této války, bitvě u Little Bighornu. Jeho poslední bitvou s americkou armádou se stala bitva ve Vlčích horách. Ačkoliv se mu podařilo společně se Splašeným koněm překvapivý nájezd na zimoviště svého kmene odrazit a bitva jako samostatné střetnutí pro něj skončila přinejhorším nerozhodně, znamenala těžkou ránu pro morálku jeho bojovníků, neboť plně ukázala beznadějnost jejich situace, zejména fakt, že už se nemohou cítit v bezpečí ani v jádru svých území v zimě. Dva měsíce, kterému začali po bitvě dezertovat bojovníci, se proto rozhodl kapitulovat, k čemuž došlo v dubnu 1877.
Po kapitulaci se Dva měsíce nechal zapsat na seznam zvědů americké armády a účastnil se na vyjednáváních o kapitulaci dalších šajenských náčelníků a jejich mužů. Posléze byl generálem Milesem jmenován hlavním náčelníkem Severní šajenské indiánské rezervace.